# Develey Senf & Feinkost
Die Develey Management GmbH  ist die Obergesellschaft des Develey-Konzerns mit Sitz in Unterhaching bei München. Die Firmen der Develey-Gruppe produzieren insbesondere Saucen, Ketchup und Senf. Das 1845 von Johann Conrad Develey gegründete Unternehmen befindet sich seit den 1970er Jahren im Besitz der Familie Durach.

## Geschichte
Johann Conrad Develey wurde 1822 in Lindau geboren. Er stellte zunächst mittelscharfen und scharfen Senf nach französischem Rezept her, und produzierte als erster kommerziell ab 1854 den Süßen Senf. 1874 wurde ihm der Titel „Königlich Bayerischer Hoflieferant“ verliehen. In den 1970er Jahren wurde das Unternehmen von der Familie Durach – damals vor allem ein Sauerkrautproduzent – übernommen.
1968 übernahm das Unternehmen Develey den Feinkostspezialisten Specht (feinsaure Delikatessen), 1992 den Senfhersteller „Bautz’ner Senf“, den Marktführer in den neuen Bundesländern und 1995 den 1840 gegründeten französischen Senfhersteller Reine de Dijon. Die Düsseldorfer Löwensenf GmbH ist seit 2001 eine Tochtergesellschaft von Develey. Daneben fertigt man im Auftrag Saucen für die Systemgastronomie.
2002 kaufte Develey den österreichischen Marktführer für Senf, die Mautner Markhof Feinkost, 100%ige Mutter von Born Feinkost, einem Thüringer Unternehmen.
Seit Jahren vertreibt Develey die Tabascosauce des US-amerikanischen Herstellers McIlhenny Co.

## Standorte

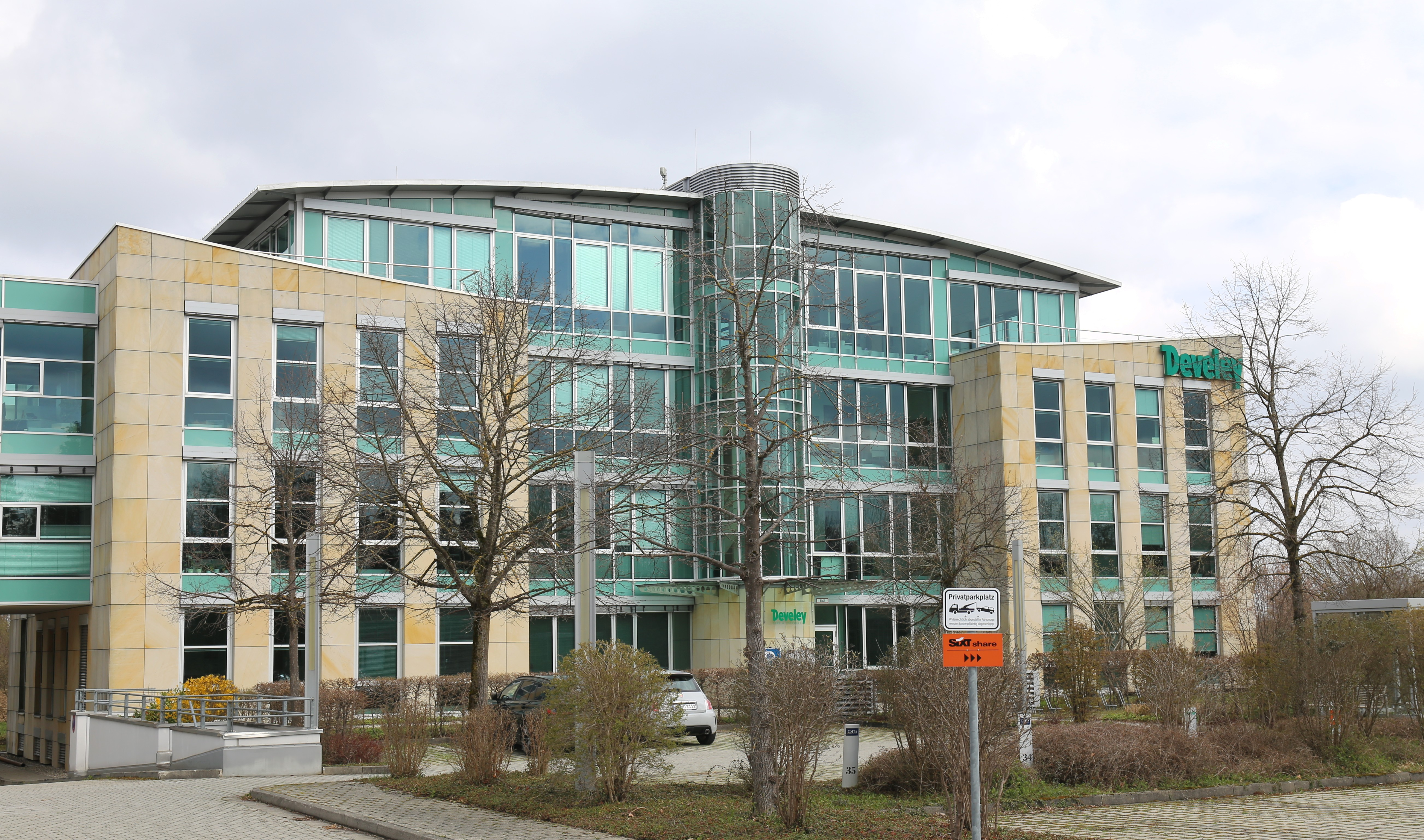
Firmenzentrale, Unterhaching

Die deutschen Standorte sind: Unterhaching, Dingolfing, Bautzen, Pfarrkirchen, Vaterstetten, Düsseldorf, Arnstadt und Bad Langensalza. Zudem besitzt das Unternehmen Produktionsstätten in Frankreich (Dijon), Russland (Kanasch), Polen (Warschau), Österreich (Wien), der Slowakei (Liptovský Mikuláš), Tschechien (Dobruska) und der Türkei (Izmir).

## Tochterunternehmen
(Stand: 31. Dez. 2020) – Inland:
- Bautz’ner Senf & Feinkost GmbH, Bautzen
- Born Senf & Feinkost GmbH, Erfurt
- Develey Senf & Feinkost GmbH, Unterhaching
- Löwensenf GmbH, Düsseldorf
- A.B. Bergrath sel. Wwe. GmbH; Düsseldorf – (siehe auch ABB-Senf)
- Culifoods GmbH, Unterhaching
- von der Heiden GmbH, Düsseldorf
- Süko GmbH, Pfarrkirchen

Ausland:
- Mautner Markhof Feinkost GmbH, Wien
- Condimentes GmbH, Wien
- NAO Darsil, Moskau
- Develey Italia s.r.l., Lana, Italien
- Sevema s.r.l., Lana
- Develey Polska Sp z o.o., Warschau
- Develey OOO, Tscheboksary, Russland
- Kand s.r.o., Dobruska, Tschechien
- Snico s.r.o., Bratislava, Slowakei
- Reine de Dijon SA, Fleurey-sur-Ouche
- Fersan Fermantasyon Ürünleri San. ve Tic. A.Ş., Izmir / Türkei[4]
- Pickfein Lebensmittel GmbH, Thalheim bei Wels, Österreich (50 %)
- Develey Mustard & Condiments Corp., Dyersburg, USA
- Koch's Torma Kft., Kiskunfelegyhaza, Ungarn
- Culinary Solutions sp z o.o., Warschau, Polen